# Jurispedia

Logo của JurisPedia

JurisPedia là một dự án bách khoa do các trường đại học khởi xướng dành cho các ngành luật trên thế giới và cho các ngành khoa học pháp lý và chính trị. Nó được phát triển theo sáng kiến của nhóm nghiên cứu Tin học và Luật Lưu trữ ngày 7 tháng 3 năm 2005 tại Wayback Machine (khoa luật trường Đại học Montpellier I), của khoa luật trường Đại học Cần Thơ, của nhóm Juris, trường Đại học Québec ở Montréal, của Viện füt Rechtsinformatik Lưu trữ ngày 4 tháng 7 năm 2006 tại Wayback Machine (Trường Đại học Sarre).